# アレクサンドル・ミャスニコフ
アレクサンドル・フョードロヴィチ（フョードリ）・ミャスニコフ（ロシア語: Александр Фёдорович Мясников, アルメニア語: Ալեքսանդր Ֆյոդորի Մյասնիկով、1886年2月9日 - 1925年3月22日）、本姓ミャスニキャン (Мясникян / Мясникьян, Մյասնիկյան) は、アルメニア人の軍人・政治家・革命家・文筆家。党名としてアリョーシャ (Алёша, Ալյոշա)、筆名としてマルトゥニ (Мартуни, Մարաունի) の別名を持つ。

## 生涯

### ロストフ時代
1886年2月9日（ユリウス暦1月28日）、ロシア帝国ドン軍管州ナヒチェヴァニ・ナ・ドヌの小さなアルメニア人商家に生まれたが、8歳で父を亡くし、その後は15歳から働いて家族を支えた。
1894年から1898年までロストフ・ナ・ドヌの聖十字教会寄宿学校で学び、ハコブ・ゲンジャン (hy) に教わった。同年から1903年までは故郷のアルメニア人神学校で学び、また15歳から地下革命活動に関わり始めた。神学校ではエルヴァンド・シャハジズ (hy) やゲヴォルグ・チョレクチャンらに教わり、エズニク・コグバツィ、イェギシェ、モヴセス・ホレナツィ、ラファエル・パトカニアン、ハチャトゥル・アボヴャン、ミカエル・ナルバンディアンやラッフィなどのアルメニア文学に親しんだ。同時期にはアルメニア革命連盟の支持者であり、同級生のシモン・ヴラツィアン、ハンバルズム・テルテリアン (hy) らとともに学生新聞を発行した。

### モスクワ・バクー時代
1903年に6年制神学校を5年で卒業すると、翌1904年8月にモスクワのラザレフ東方言語学院に進んだ（同級生にヴァハン・テリアン、ツォラク・ハンザジャン (hy)、ポゴス・マキンツャンらがいた）。在学中からウラジーミル・レーニンやカール・カウツキー、カール・マルクス、フリードリヒ・エンゲルス、フェルディナント・ラッサール、ドミトリー・ピーサレフ、アレクサンドル・ゲルツェン、ニコライ・チェルヌィシェフスキー、ヴィッサリオン・ベリンスキー、ニコライ・ドブロリューボフの思想に触れ、学生地下組織にも参加。ロシア第一革命中のゼネスト (ru) やモスクワ十二月蜂起にも参加している。
1905年夏にはアルメニア革命連盟支持者として、ロシア社会民主労働党のセルゲイ・ルカシンと紙上で論争を行っている。しかし、これがきっかけでミャスニコフは、翌1906年6月に社会民主主義者に転向した（その後、ミャスニコフは1910年代までロシア社会民主労働党とアルメニア社会民主労働者協会 (hy) の両党に属した）。
ミャスニコフは同年にラザレフ学院を卒業してモスクワ大学法学部経済学科に進んだが、11月に逮捕されてバクーに追放され、現地のボリシェヴィキ組織で活動。ステパン・シャウミャン、ボグダン・クヌニャンツ (hy)、アリョーシャ・ジャパリゼらの革命家と知遇を得た。バクーではバフシ・イシュハニャン (hy) やダヴィト・アナヌ (hy) ら現地のアルメニア社会民主労働者協会員と協同して出版活動を行ったが、後に彼らとは決別している。その後、1908年9月にモスクワへ戻って1911年5月にモスクワ大学法学部経済学科を卒業し、弁護士資格を得た。
同年10月から翌1912年9月まで徴兵されて少尉となり、1912年から1914年まではモスクワで弁護士助手や教師、文筆家として暮らしていた。1913年12月にはモスクワ工業博物館でアルメニア問題についての演説を行っている。

### 大戦・内戦期
1914年7月に再度徴兵されたが、二月革命まで兵士の間で革命宣伝を行った。1916年末まではドロゴブジュで第121予備連隊訓練大隊隊長、その後はスモレンスクで西部戦線参謀部付きとなり、聖スタニスラフ勲章2等・3等および聖アンナ勲章2等を授与されている。1917年3月に西部戦線のボリシェヴィキ委員会メンバーとなり、翌4月の第1回戦線兵士大会ではミハイル・フルンゼとともに戦線軍事委幹部会メンバーに選出された。9月から翌1918年12月30日まではボリシェヴィキ北西州委議長も務めている。
1917年9月からはミンスク軍事革命委議長、10月27日からはロシア・ソビエト共和国西部州および西部戦線の軍事革命委議長を11月まで務めた。ミンスクでは、当時メンシェヴィキと合同していたロシア社会民主労働党の組織から、ボリシェヴィキを分離させることに成功し、10月25日にはカルル・ランデル、ヴィリゲリム・クノーリン、イヴァン・アリベゴフらのボリシェヴィキとともに、ミンスク・ソビエト執行委への西部戦線の全権力の移譲命令を準備。これは翌11月の第3回第10軍兵士大会で承認された。同月の西部戦線第2回大会では全会一致で司令官に選出されている。
当時モギリョフに置かれていたスタフカで、ミャスニコフは総司令官ニコライ・クルィレンコの副官に就いていた。そして、翌12月12日のクルィレンコのペトログラード転出に伴い、同月21日までの10日間、ミャスニコフは実質的なソビエト・ロシア軍最高司令官となった。だが、ミャスニコフはスタフカを解体し、さらに士官制度を廃止したことにより、戦線を完全に崩壊させた。
最高司令官としてミャスニコフはユゼフ・ドヴブル＝ムシニツキ率いるポーランド反乱軍と戦い、翌1918年5月30日から7月11日までは沿ヴォルガ戦線司令官としてチェコ軍団とも戦ったが敗北。ドイツ帝国軍とパルチザンの侵攻に対する防衛組織化にも失敗し、レフ・トロツキーにより司令官を解任された。

### 白ロシアとモスクワでの活動
ミャスニコフは1918年1月30日から9月11日まで西部州ソビエト執行委 (be-x-old) 議長を務め、この短い任期の間にスモレンスク大学 (ru) などの教育・文化機関の設立を成し遂げた。同年12月31日から翌1919年3月4日までは白ロシア共産党中央委 (be) 幹部会議長を務め、その他1919年1月1日から白ロシア社会主義ソビエト共和国臨時政府軍事人民委員、同日から2月3日まで政府副議長、2月5日から27日まで中央執行委員会議長および人民委員会議議長を歴任した（ただし、ミャスニコフは独立国家としての白ロシアの地位も、白ロシア語の存在も否定していた）。1919年3月のロシア共産党第8回党大会では、赤軍における軍事専門家 (ru) の権限縮小と軍事委員の権限拡大を主張した「軍事反対派」に属した。
同年3月8日から翌1920年にかけてはリトアニア・白ロシア共産党中央委政治局員、1919年4月から翌1920年まではロシア共産党モスクワ市委の軍事組織者、同年1月13日から5月21日までは同委責任書記、3月から6月まではモスクワ市ソビエト煽動部部長、5月21日から6月までは党モスクワ県委責任書記を歴任し、同年には西部戦線政治責任者も務めた。アントーン・デニーキン軍がモスクワに迫ったことを受け、モスクワ防衛委参謀長にも任命された。9月25日のアナキスト地下組織による党モスクワ市委会議室爆破テロに遭遇。秋には、トルコに抑留されていたアルメニア人捕虜の解放にも尽力した。

### アルメニアでの活動
翌1921年からミャスニコフはアルメニア共和国へ渡り、3月24日から5月21日までは革命委 (hy) 議長、同日から翌1922年2月2日までは人民委員会議議長および軍事人民委員、1921年4月21日からはロシア共産党中央委カフカース局 (en) メンバー、1921年5月29日からはカフカース赤旗軍 (ru) 革命軍事会議メンバーなどを歴任。アルメニア赤軍 (ru) やエレヴァン軍学校の設立にも関わった。1922年2月のアルメニア共和国憲法起草にも参加し、エレバン国立大学の拡充や暴力的経済改革の抑制など、アルメニアの文化的・経済的発展にも大きな役割を果たした。1921年7月のカフカース局におけるナゴルノ・カラバフ帰属決定交渉では、ナゴルノ・カラバフのアルメニアへの帰属を訴えた。グルジア共和国のアハルカラキとバトゥミからアルメニア人を追放する動きが持ち上がった際には、それを阻止している。
ミャスニコフによる抜本的な経済改革により、大戦直後には飢餓と疫病が蔓延していたアルメニアは、1931年には工業・農業生産において戦前のレベルにまで回復した。ミャスニコフはまた、識字率の向上や劇場・美術館・図書館・映画スタジオ・音楽院など数々の文化施設の設立、そして親友テリアンのアーカイブやエチミアジン写本のモスクワからの返還にも役割を果たしている。在外アルメニア人の帰還問題にも注力し、その結果1921年から1925年までに地中海・中東方面から約2万人の在外同胞がアルメニアに帰還した。また、ミャスニコフの呼びかけに応じた帰還者にはアレクサンドル・タマニアン、ラチヤ・アチャリャン、マルティロス・サリアン、アレクサンドル・スペンディアリアン、ロマノス・メリキアン、アラケル・ババハニアンら多数の知識人も含まれている。

### 全連邦での活動
1922年のソビエト連邦結成にあたっては、当初ヨシフ・スターリンの提示した「自治化案」（ロシア共和国の傘下に他の諸国家が自治共和国として加入するというもの）に賛成していたが、後に反対に回った。1922年3月12日から翌1923年1月15日までザカフカース連邦共和国連邦会議のアルメニア共和国代表議長、1922年11月3日から1924年12月11日までロシア共産党ザカフカース地方委責任書記を務め、その他1923年1月16日からザカフカース連邦共和国人民委員会議副議長、同年3月28日からソビエト連邦革命軍事会議メンバー、4月25日からロシア共産党中央委員候補を務めた。党大会には第6回と第8回から第13回党大会まで出席し、第12回・第13回大会では中央委員に選出された。また、アルメニア共産党中央委局員やソビエト連邦中央執行委員会幹部会メンバーも務めている。

### 事故死
1925年3月22日11時50分、ミャスニコフはスフミでの会議に出席するためトビリシ空港を発った。しかし、直後の12時10分にトビリシのディドゥベ (ka) で乗機のユンカース F.13が爆発炎上し、ミャスニコフは同乗のゲオルギー・アタルベコフ、ソロモン・モギレフスキーとともに死亡した (ru)。革命軍事会議メンバー、ザカフカース連邦共和国人民委員会議副議長に在職中の死であった。
ミャスニコフはトビリシに埋葬されたが、飛行機事故はスターリンによる暗殺であるとの風評も流れた。

## 文筆家として
文筆家としてミャスニコフは、『ズヴャズダ』紙創刊者、『ザリャー・ヴォストーカ』紙編集長や『プラウダ』・『イズベスチヤ』・『グドーク』・『コミュニスチチェスキー・トルード』・『エコノミチェスカヤ・ジズニ』・『ホルダイン・ハヤスタン』・『マルタコチ』(ru)・『モロト』・『ブレヴェスニク』・『レヴォリューツィオンナヤ・スタフカ』(be)・『カフカースキー・ボリシェヴィク』・『ノーヴィー・ミール』・『ノル・キャンク』など各紙編集者を務め、ロシア語とアルメニア語の両方で多数の文学・政治評論をものもした。1910年の記事「ミカエル・ナルバンディアン」は、アルメニアのマルクス主義的民主革命に関する最初の研究と見做されている。
また、テリアン、サリアンやイェギシェ・チャレンツ、ホヴハンネス・トゥマニャンといった作家たちとも個人的に親交を持ち、彼らの活動を支援・保護した。ミャスニコフの全集全5巻は、2007年にシリアのアルメニア人ディアスポラ団体によって刊行された。

## 遺産

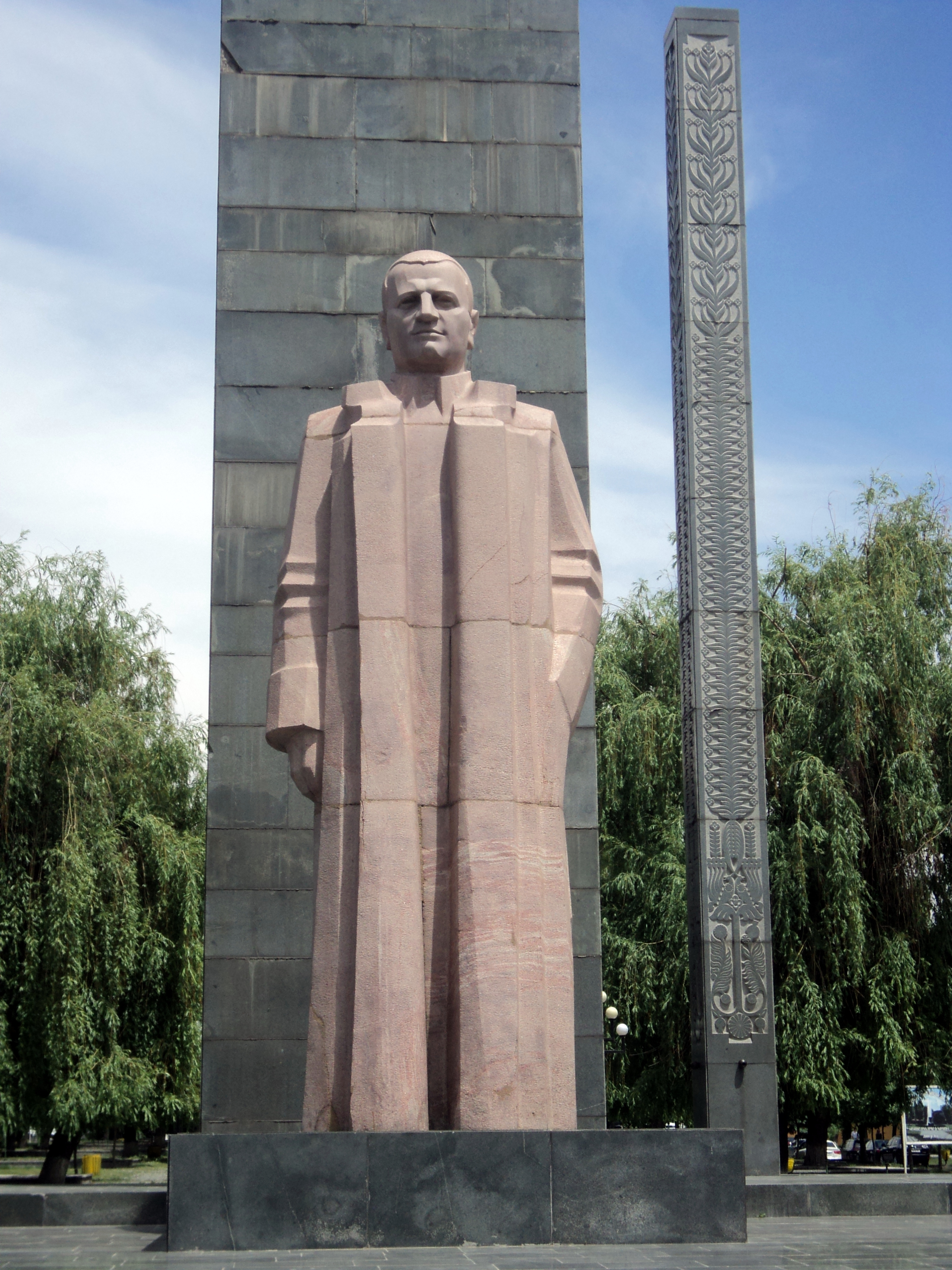
エレヴァンのミャスニキャン広場に立つミャスニコフ像 (hy)

死後も、ミャスニコフはチャレンツやアヴェティク・イサハキアン、フラチヤ・コチャル、ミカエル・シャティリアン (ru)、アルメン・ズラボフ (hy) など多くの文学者の作品の題材となり、1976年にはミャスニコフを題材としたフルンゼ・ドヴラチャン監督、アルメンフィルム（これもミャスニコフが設立に関わった）制作映画『誕生』が公開され、好評を博した。
ミャスニコフに因む地名も数多い。
- アルメニア
  - マルトゥニ（アルメニア語版） - ゲガルクニク地方[2]
    - マルトゥニ川（ロシア語版） - ゲガルクニク地方、ヴァヨツ・ゾル地方

  - マルトゥニ（英語版） - ゲガルクニク地方[2]
  - ミアスニキアン（フランス語版） - アルマヴィル地方[2]
- アルツァフ共和国
  - マルトゥニ地区（ロシア語版）（旧ナゴルノ・カラバフ自治州内マルトゥニ地区の後継）
    - マルトゥニ（ロシア語版）[2]
- アゼルバイジャン・ソビエト社会主義共和国
  - マルトゥナシェン（ガラブラグ（ロシア語版）の旧称） - ギョイギョル県（アゼルバイジャン語版）[2]
  - マルトゥニ（イェニ・ギョイチャ（英語版）の旧称） - シャムキル県[2]
  - ミャスニコヴァバド（アリアバド (hy) の旧称） - ナヒチェヴァン自治共和国[2]
- ジョージア
  - マルトゥニ (ka) - サムツヘ＝ジャヴァヘティ州[2]
- ロシア
  - ミャスニコフ地区（ロシア語版） - ロストフ州[2]

その他にも、ミャスニコフの名は、ミンスクの列車修理工場 (ru)・通り (ru)・広場 (be)・記念碑、マヒリョウの冶金工場・通り、ロストフ・ナ・ドヌ、バブルイスク、ダヴィド・ハラドク、バラーナヴィチ、ヴィテプスク、ホメリ、リダ、チェルヴェニの通り・路地、ロストフ・ナ・ドヌ市北部の小地区、ヴォルゴグラードの高等軍事飛行士学校 (ru)、エレヴァンの通り・小学校 (hy)、そしてアルメニア国立図書館に付けられた。